# Васко Карангелески
Васко Карангелески (Брусник, код Битоља, 7. јул 1921 — Македонски Брод, 3. фебруар 1977), учесник Народноослободилачке борбе, генерал-пуковник ЈНА, друштвено-политички радник СФР Југославије и СР Македоније и народни херој Југославије.

## Биографија
Рођен је 7. јула 1921. године у селу Брусник код Битоља, у сиромашној земљорадничкој породици. После завршетка основне школе, радио је као пољопривредни радник. Почетком 1941. године радио је у омладинској групи у селу Брусник. Исте године постао је члан Савеза комунистичке омладине Југославије.
После окупације Југославије 1941, у селу се активирао антифашистички покрет и Васко се активно ангажовао у акцијама прикупљања оружја, муниције и друге опреме потребне за формирање партизанског одреда. У првој половини 1943. године, постао је командир вода у Одреду и члан Комунистичке партије Југославије. Убрзо је постао командир чете, а затим и командант батаљона.
Као командант батаљона у Трећој македонској ударној бригади, постигао је велике успехе у борбама за време пролетне офанзиве 1944. године, код Новог Села, Ристовца, Криве Реке, Лисца, Плачковице и на планини Огражден. С временом су формиране нове јединице, па је Васко постао командант Четврте, затим Пете, па Седме македонске бригаде и 49. дивизије НОВЈ.
После ослобођења, обављао је одговорне командне дужности у Југословенској народној армији, као командант армије са чином генерал-пуковника.
Дипломирао је на Војној академији „Ворошилов“ у Москви, Совјетски Савез, дипломирао на Вишој војној академији ЈНА и завршио курс оператике ЈНА.
Биран је за посланика Републичког Собрања Македоније и Савезне скупштине и за члана Централног комитета Савеза комуниста Македоније.
Погинуо је 3. фебруара 1977. године, несрећним случајем, код Македонског Брода.
Носилац је Партизанске споменице 1941., пољског партизанског крста и осталих страних и југословенских одликовања. Орденом народног хероја одликован је 29. новембра 1953. године.